# SN 2005es
SN 2005es – supernowa typu II odkryta 30 września 2005 roku w galaktyce M+01-59-79. W momencie odkrycia miała maksymalną jasność 18,40m.